# Rafał Omelko
Rafał Omelko (* 16. Januar 1989 in Breslau) ist ein polnischer Sprinter, der sich auf den 400-Meter-Lauf spezialisiert hat und insbesondere mit der polnischen 4-mal-400-Meter-Staffel Erfolge feiert.

## Sportliche Laufbahn
Erste internationale Erfahrungen sammelte Rafał Omelko im Jahr 2008, als er bei den Juniorenweltmeisterschaften im heimischen Bydgoszcz mit der polnischen 4-mal-400-Meter-Staffel in 3:08,65 min den fünften Platz belegte. 2010 qualifizierte er sich im 400-Meter-Hürdenlauf für die Europameisterschaften in Barcelona, schied dort aber mit 52,54 s in der ersten Runde aus. Im Jahr darauf kam er bei den U23-Europameisterschaften in Ostrava in der Staffel im Vorlauf zum Einsatz und bekam deshalb die Silbermedaille zugesprochen. 2013 gewann er bei den Halleneuropameisterschaften in Göteborg ursprünglich gemeinsam mit Michał Pietrzak, Łukasz Domagała und Grzegorz Sobiński die Bronzemedaille, wurden aber nach dem Lauf wegen unsportlichen Verhaltens disqualifiziert. Anschließend nahm er erstmals an der Sommer-Universiade in Kasan teil und belegte dort über 400 Meter in 45,69 s den vierten Platz. Mit der Staffel nahm er zudem an den Weltmeisterschaften in Moskau teil, erreichte in 3:01,73 min aber nicht das Finale. 2014 gelangte er bei den Hallenweltmeisterschaften im heimischen Sopot über 400 Meter bis in das Halbfinale und schied dort mit 46,94 s aus und belegte in der Staffel in 3:04,39 min den vierten Platz. Anschließend schied er bei den World Relays auf den Bahamas mit der Staffel mit 3:05,16 min im Vorlauf aus. Im August erreichte er bei den Europameisterschaften in Zürich im Einzelbewerb über 400 Meter das Halbfinale und schied dort mit 46,69 s aus. Zudem gewann er in der Staffel gemeinsam mit Łukasz Krawczuk, Kacper Kozłowski und Jakub Krzewina in 2:59,85 min die Silbermedaille hinter dem Vereinigten Königreich, nachdem die russische Mannschaft wegen eines Dopingverstoßes disqualifiziert worden war.
2015 gelangte er bei den Halleneuropameisterschaften in Prag über 400 Meter bis in das Finale und gewann dort in 46,26 s die Bronzemedaille hinter dem Tschechen Pavel Maslák und Dylan Borlée aus Belgien. Zudem gewann er in der 4-mal-400-Meter-Staffel gemeinsam mit Łukasz Krawczuk, Jakub Krzewina und Karol Zalewski in neuem Hallenrekord von 3:02,97 min die Silbermedaille hinter dem Team aus Belgien. Anschließend wurde er bei den World Relays in 3:03,23 min Erster im B-Finale. Bei den Studentenweltspielen in Gwangju schied er im Einzelbewerb mit 46,62 s im Halbfinale aus und gewann mit der Staffel in 3:07,77 min die Bronzemedaille hinter den Teams aus der Dominikanischen Republik und Japan. Daraufhin nahm er mit der Staffel an den Weltmeisterschaften in Peking teil, bei denen er mit 3:00,72 min aber nicht bis in das Finale gelangte. Im Jahr darauf belegte er bei den Europameisterschaften in Amsterdam über 400 Meter in 45,67 s den sechsten Platz und gewann in der 4-mal-400-Meter-Staffel, bestehend aus Krawczuk, Kozłowski Krzewina und Omelko in 3:01,18 min die Silbermedaille hinter Belgien. Damit qualifizierte sich auch für die Olympischen Spiele in Rio de Janeiro, bei denen er über 400 Meter mit 45,28 s im Halbfinale ausschied, während er mit der Staffel mit 3:00,50 min im Finale auf Rang sieben gelangte. 2017 siegte er bei den Leichtathletik-Halleneuropameisterschaften 2017 in Belgrad gemeinsam mit Krawczuk, Kozłowski und Przemysław Waściński in 3:06,99 min und gewann im Einzelbewerb in 46,08 s die Silbermedaille hinter dem Tschechen Maslák. Anschließend belegte er bei den World Relays in 3:07,89 min Rang drei im B-Finale und schied mit der 4-mal-200-Meter-Staffel in 1:24,78 min im Vorlauf aus. Im August erreichte er bei den Weltmeisterschaften in London im Einzelbewerb das Halbfinale und schied dort mit 45,37 s aus, während er sich mit der Staffel mit 3:01,59 min im Finale auf dem siebten Platz klassierte. Nur zwei Wochen später gewann er bei der Sommer-Universiade in Taipeh in 45,56 s die Bronzemedaille hinter dem Dominikaner Luguelín Santos und Yoandys Lescay Pardo aus Kuba. Zudem erreichte er mit der Staffel im Vorlauf nicht das Ziel.
2018 siegte er bei den Hallenweltmeisterschaften in Birmingham in neuer Weltrekordzeit von 3:01,77 min gemeinsam mit Zalewski, Krawczuk und Krzewina vor den favorisierten Teams aus den Vereinigten Staaten und Belgien und schied über 400 Meter mit 46,39 s im Halbfinale aus. An den Europameisterschaften in Berlin nahm er diesmal nur mit der 4-mal-400-Meter-Staffel teil und erreichte dort in 3:02,27 min Rang fünf. Im Jahr darauf belegte er bei den Halleneuropameisterschaften in Glasgow mit der Staffel in 3:08,40 min Rang vier und Ende September belegte er bei den Weltmeisterschaften in Doha in der gemischten Staffel mit 3:12,33 min im Finale den fünften Platz.
2016 und 2017 wurde Omelko polnischer Meister im 400-Meter-Lauf im Freien sowie 2014 und 2017 auch in der Halle. In der 4-mal-400-Meter-Staffel siegte er 2017 im Freien und 2017 siegte er in der Halle im 200-Meter-Lauf. Er absolvierte ein Studium an der Sporthochschule Breslau.

## Persönliche Bestzeiten
- 200 Meter: 20,96 (+0,6 m/s), 20. Mai 2017 in Warschau
  - 200 Meter (Halle): 21,14 s, 19. Februar 2017 in Toruń
- 400 Meter: 45,14 s, 7. Juli 2016 in Amsterdam
  - 400 Meter (Halle): 46,08 s, 4. März 2017 in Belgrad
- 400 m Hürden: 50,26 s, 6. September 2014 in Krakau